# Kita Zima
Kita Zima (Transkription von japanisch 北島 ‚Nordinsel‘) ist eine Insel vor der Prinz-Harald-Küste des ostantarktischen Königin-Maud-Lands. Sie ist die nordöstlichste Insel der Inselgruppe Flatvær.
Norwegische Kartographen kartierten sie 1946 anhand von Luftaufnahmen der Lars-Christensen-Expedition 1936/37. Japanische Wissenschaftler kartierten sie anhand von 1957 durchgeführten Vermessungen erneut und benannten sie 1972.